# مارينا كامن
مارينا كامن (بالإنجليزية: Marina Kamen)‏ هي مقدمة برامج إذاعية أمريكية، ولدت في 1959.